# Kazushi Hagiwara
Kazushi Hagiwara (萩原一至 Hagiwara Kazushi), és un mangaka, nascut el 4 d'abril de 1963 en Tòquio (Japó)
Inicià la seua carrera com ajudant d'Izumi Matsumoto, autor de Kimagure Orange Road però no tardà a cobrar identitat pròpia.
Hagiwara és reconegut per la creació del manga Bastard!!, que fa la seua primera aparició en 1987 de la mà de la revista japonesa Weekly Jump, amb una història curta dita Wizard!!, a partir de la qual arranca Bastard!!. Aquesta seria l'obra en la qual ocuparia gran part de la seua vida. Al principi fou polèmica a causa del nivell de violència i nus que contenia, però també a causa del perfeccionisme d'Hagiwara, que àdhuc comptant amb un gran equip d'ajudants, alguns d'ells ex companys de treball de l'estudi de Matsumoto, agrupats com Studio Loud in School, eren incapaços de mantenir un ritme de producció fluid i cobrir temps de lliurament, el que els portà a ser canviats de còmic setmanal a quinzenal, i així successivament. Els seus crítics generalment se centren en la manca de guió de les seues històries, així com en l'excessiva èmfasi en el sexe i la violència gratuïta com a element narratiu.
Notable en el seu treball és l'ús que dona de les trames fotomecàniques per a aplicar grises i l'estilitzación de la figura femenina, així com les constants referències a la música metal, cançons i grups musicals (dels quals Hagiwara es declara un gran seguidor). Les referències a altres animes i diferents tipus d'homenatges a la fantasia èpica en general també són freqüents. Hagiwara és considerat una personalitat, ja que sol participar constantment de jurat o convidat en diferent tipus d'esdeveniments realitzats per fans, a causa de la bona relació que manté amb ells. Entrà també en el món de l'animació com a part del projecte Campus Guardress.
Generalment ens deixa entreveure part de les vicissituds del seu treball en uns mini còmics que apareixen a l'acabar cada tom, dits Dia i Nit en Koenji (lloc on està situat el seu estudi), els temes del qual van des del seu problema amb els lliuraments fins a comentaris i reflexions sobre la seua vida com dibuixant.
Bastard!! ha estat publicat amb èxit en Europa, Japó i Estats Units, sent traduït a diferents llengües. Reconegut per la seua perfeccionisme, Hagiwara retoca cada nova edició que apareix de la seua sèrie.

## Obres
- Bastard!!
- Wizard!!: Bakuen no Seifukusha
- Virgin Tyrant